# NSV 1436
NSV 1436 eller V1024 Persei, är en ensam stjärna belägen i den mellersta delen av stjärnbilden Perseus. Den har en högsta skenbar magnitud av ca 12,1 och kräver ett kraftfullt teleskop för att kunna observeras. NSV 1436 är en av tre stjärnor tätt intill varandra i en tydlig linje, och är den tredje eller mest avlägsna stjärnan (norrut) från den ljusaste av de tre stjärnorna. Den andra stjärnan är mycket nära den ljusaste eller första stjärnan.

## Observation
V1024 Persei namngavs 1925 ursprungligen som Ross 4, på basis av fotografiska plåtar som visade att den var mycket ljusare 1904 än 1925. Ett annat utbrott observerades i november 1948. Ett litet utbrott inträffade 9–10 mars 2011 när den kort nådde en visuell magnitud på 14,5. En ljusare utbrottsfas började och observerades den 28 mars 2011 med visuell magnitud 13,49 och bekräftades med visuell magnitud 12,8 den 30 mars 2011. Objektet är vanligtvis svagare än visuell magnitud 16. År 2015 fick den formellt variabelbeteckningen V1024 Persei.

## Egenskaper

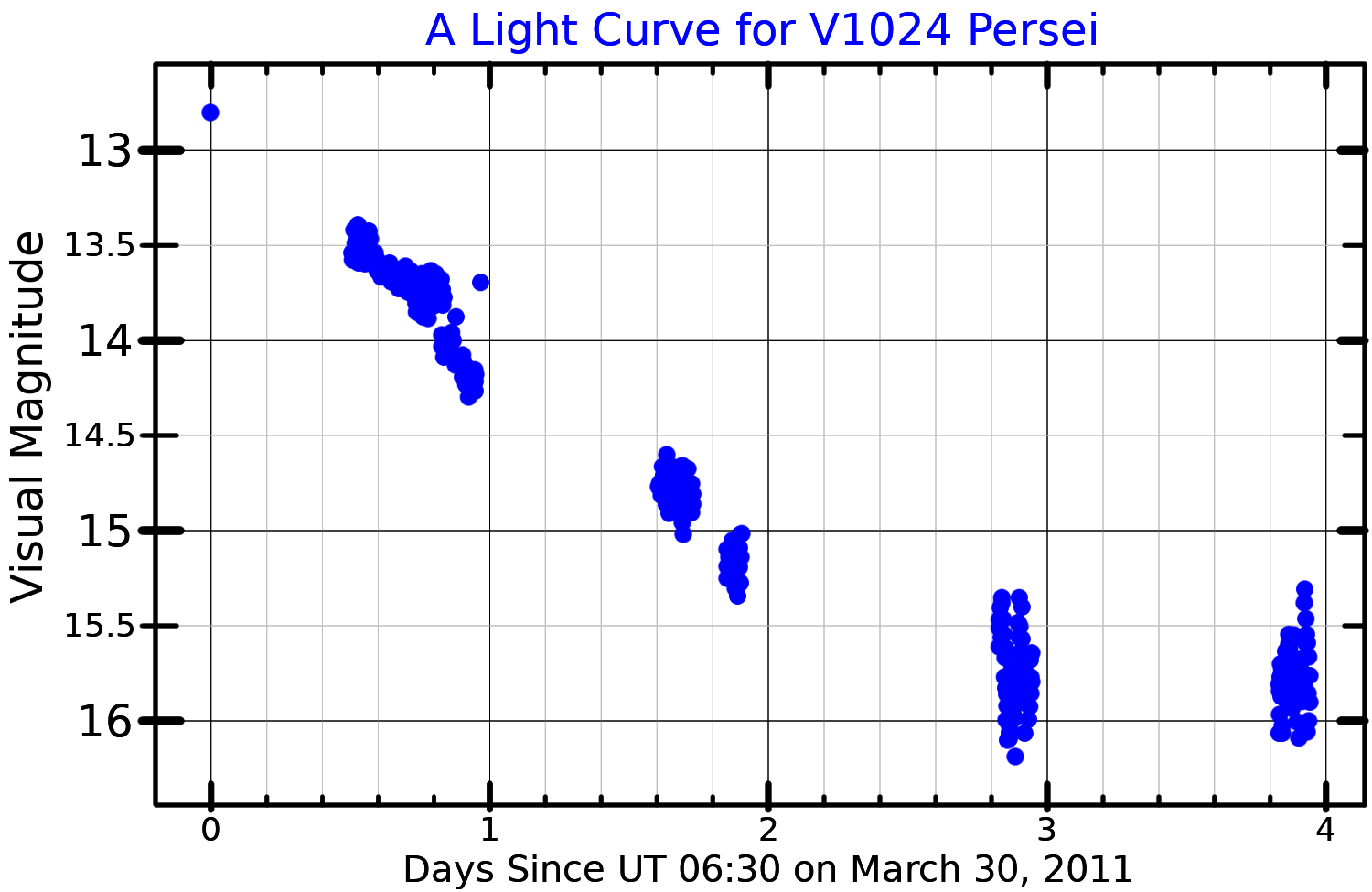
Ljuskurva av synligt ljus för utbrottet av V1024 Persei 2011 anpassad från Osborne et al. (2011))

NSV 1436 är en kataklysmisk variabel stjärna och troligen en dvärgnova av U Geminorum-typ. Den blygsamma utbrottsamplituden och en ökning av röntgenstrålning när den optiska ljusstyrkan minskar tyder på att objektet är en dvärgnova snarare än en återkommande nova. Ett samband mellan nedgångshastighet och omloppsperioderna för dvärgnovor tyder på att perioden är mindre än två timmar. Det skulle betyda att det kan vara en WZ Sagittae-typ av dvärgnova, men avsaknaden av superhumper och relativt liten ökning av utbrottsstorleken och varaktigheten betyder att det är mer sannolikt att den är en U Geminorum-typ.